# 林德维特
林德维特（德語：Lindewitt）是德国石勒苏益格－荷尔斯泰因州的一个市镇。总面积53.27平方公里，总人口2110人，其中男性1079人，女性1031人（2011年12月31日），人口密度40人/平方公里。